# Langelandia
Langelandia es un género de coleóptero de la familia Zopheridae.

## Especies
Las especies de este género son:
- Langelandia aglena Reitter, 1908
- Langelandia anophthalma Aubé, 1842
- Langelandia antennaria Binaghi, 1937
- Langelandia ausonica Obenberger, 1914
- Langelandia brachati Daffner, 1983
- Langelandia callosipennis Reitter, 1881
- Langelandia caucasica Nikitsky, 1996
- Langelandia excavata Reitter, 1912
- Langelandia exigua Perris, 1869
- Langelandia gigantea Dajoz, 1968
- Langelandia gjonovici Reitter, 1912
- Langelandia grandis Reitter, 1877
- Langelandia grandis Reitter, 1881
- Langelandia hummleri (Obenberger, 1918)
- Langelandia hypogea Normand, 1936
- Langelandia incostata Perris, 1869
- Langelandia karamani Reitter, 1912
- Langelandia khaustovi Drogvalenko, 2005
- Langelandia leonhardi Reitter, 1912
- Langelandia macedonia Franz, 1980
- Langelandia macedonica Franz, 1984
- Langelandia mauli Franz, 1974
- Langelandia merkliana Reitter, 1890
- Langelandia niticosta Schuh & Mifsud, 2000
- Langelandia nitidicollis Reitter, 1910
- Langelandia portosantoi Franz, 1974
- Langelandia reflexipennis Reitter, 1912
- Langelandia reitteri Belon, 1882
- Langelandia terricola Reitter, 1912
- Langelandia thesalica Daffner, 1985
- Langelandia vienensis Reitter, 1912
- Langelandia zacynthia Heinze, 1943